# Старо језгро Беле Цркве
Старо језгро Беле Цркве представља непокретно културно добро као просторна културно-историјска целина.
Просторна културно-историјска целина, у облику у којем је до данас сачувана, почела је да се формира са настанком насеља 1717. године. Првобитно насеље формирало се у подножју брега и временом ширило ка Нери. Што се може видети и на плану Беле Цркве из 1737. године. У 18. веку Бела Црква је претрпела два напада Турака у којима је град био опљачкан и спаљен а становништво протерано. Ретки су објекти који су остали сачувани из тог периода. Почетак 19. века довео је до изградње и привредног развоја Беле Цркве, град добија своју урбану матрицу, а најзаслужнији за то су били аустријски официри који су Белу Цркву, која се налазила у оквиру Банатске војне границе, уредили по угледу на централно европске градове тог времена, што се може видети на плану Беле Цркве од 1806–1869.
У Белој Цркви су стилско-хронолошки присутни барок, класицизам, историјски неостилови, еклектика, сецесија и у мањем броју објекти социјалистичке изградње. Од сакралних грађевина присутни су: Српска православна црква Светог Петра и Павла (1774–1780), Римокатоличка црква Свете Ане (1806), Румунска православна црква Силаска Св. Духа (1871–72), Евангелистичка црква (1878) и Руска православна црква Светог апостола и јеванђелисте Јована Богослова (1930–1932) које су поред своје основне улоге у прошлости имале и значајну просветитељско-културолошку мисију, док су Јеврејска синагога и католичка Венделини капела срушене. Од посебно историјско-архитектонски вредних објеката у просторно културно-историјској целини истичу се: Ватрогасни дом (1785), Историјски архив (1862), Зграда музејске јединице (1867), прва зграда Магистрата Војног граничарског комунитета (касније хотел „Ружичка” 1777), зграда Прве српске школе (1784–1786), Римокатолички жупни уред (1790), хотел „Сигл” (1792), зграда подигнута за стан синдика Магистрата војног комунитета (1802), зграда апотеке „Код црног орла” (данас библиотека, 1804), Стара зграда шумске управе (1809), „Магистрат” (1828–30), зграде у комплексу Специјалне болнице за плућне болести (од почетка 19. века), Немачка главна школа (1840), „Гимназија” (1867), зграда Прве приватне реалне гимназије (1868), зграда Белоцркванске народне пучке банке (1869), Музички павиљон (1889) и Метеоролошка кућица у парку (1913). Ту су и многобројни објекти грађени за потребе војске: Штабна зграда (Дом војске, 1840), Главна граничарска стража (данас СУД, 1840/41), Војна зграда (данас дом за децу без родитеља „Вукица Радивојевић, 1840/41), бивша Пуковска војна болница (1845), Школа за обуку граничних јединица (1841), Касарна (1873). У кафанама и хотелима одвијао се интензиван друштвени живот, а забележени су и многи културни и историјски догађаји. Многе зграде су припадале трговцима, занатлијама, културним радницама и интелектуалцима који су имали значајан удео у културној историји места. На територији просторне културно-историјске целине сачуване су куће значајних историјских личности: Jована Путника, Мирјане Поповић, Симеона Мичина, Леонарда Бема, Рудолфа Новачека, Лоренца Алојза, Јована Шаховског, Франца Бауера, Тибора Ботлика, Михајла Ристића, Карла Бема и многих других. Забележени су и многи културни и историјски догађаји.
Просторна културно-историјска целина садржи остатке материјалне културе из античког периода – номадских племена Сармата. На простору целине налази се шест познатих локалитета са археолошким садржајем: у улици Дејана Бранкова, Пролетерској, 1. Октобра, Саве Мунћана, Партизанској и Јована Поповића.
У просторној културно-историјској целини сачувани су у већем делу морфолошки усаглашени блокови, тргови и добро планирани низови кућа са интерполираним објектима из каснијег периода настанка. Преовлађује градња приземних стамбених објеката и једноспратних јавних објеката са визуелно доминантним торњевима сакралних објеката и појединим репрезентативним јавним и приватним палатама.
У оквиру просторне културно-историјске целине налази се укупно четири утврђена непокретна културна добра - споменика културе, од чега су два некатегорисана: Историјски архив и Зграда музејске јединице при КПЦ Бела Црква, а два су категорисана као непокретно културно добро од великог значаја: Српска православна црква Св. Петра и Павла и Ватрогасни дом. Руска црква је под претходном заштитом (предлог одлуке је у поступку утврђивања за споменик културе).
Просторна културно-историјска целина је значајна због, до данас, сачуване првобитне урбане матрице насеља Бела Црква, кућа знаменитих историјских личности, бројних објеката који сведоче о историјском настанку и трајању градитељске делатности и стилских разноликости која су обележила врхунац креативног умећа и духовности на овим просторима од XVIII века до данас и остатака материјалне културе античког (Сармати) и турског периода, односно континуитета настањивања на овом простору.